# Audra Plepytė-Jara

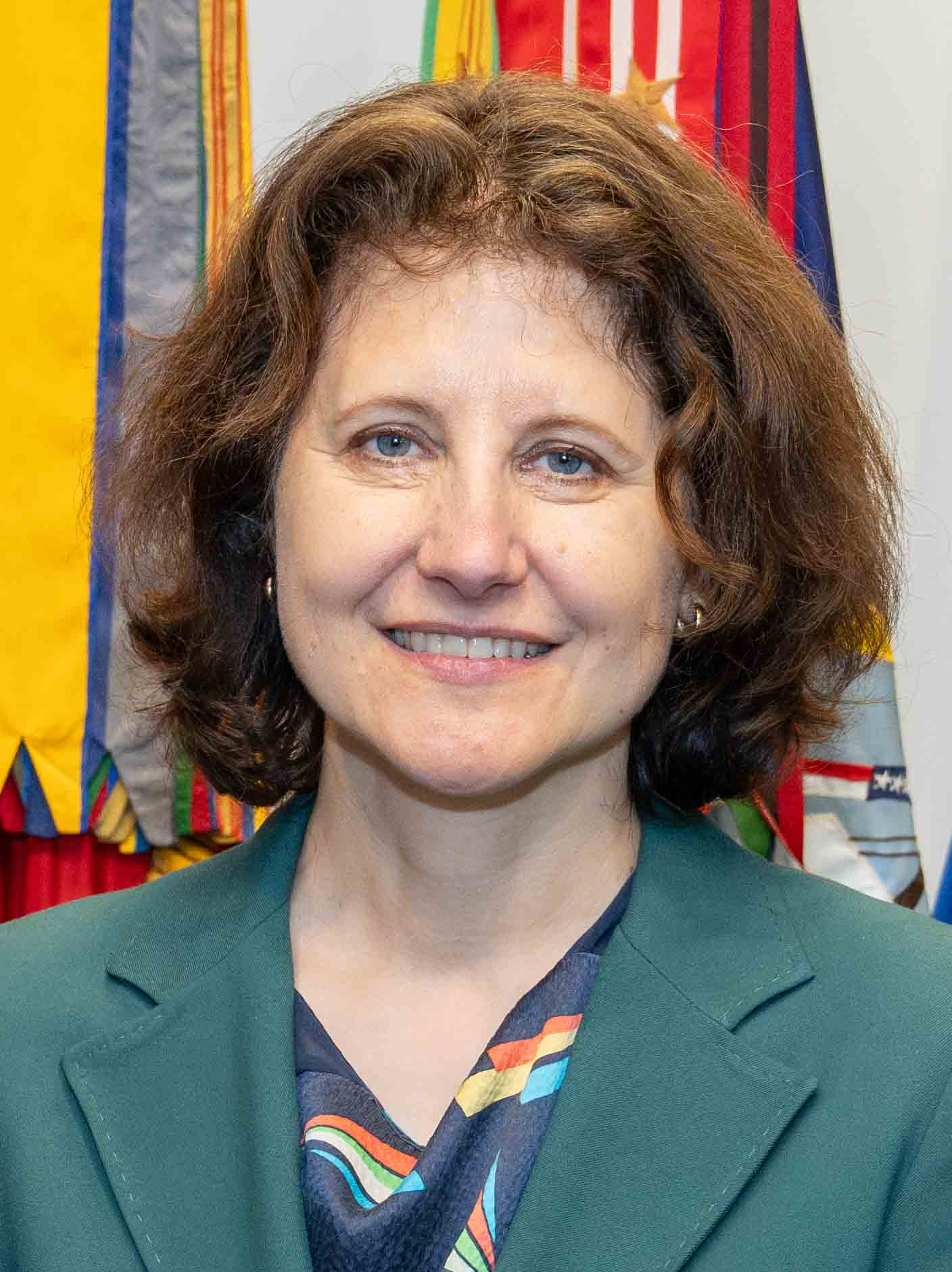
2025

Audra Plepytė-Jara – litewska dyplomatka, od 2010 ambasador Litwy w Hiszpanii. 

## Życiorys
W 1994 rozpoczęła pracę w Ministerstwie Spraw Zagranicznych Republiki Litewskiej. W 1999 pracowała w ambasadzie litewskiej w USA, następnie w Stałej Misji Republiki Litewskiej przy Narodach Zjednoczonych (od 2002 jako zastępca szefa misji). W latach 2004–2008 była radcą ministerialnym w Stałym Przedstawicielstwie Litwy przy Unii Europejskiej. Po powrocie do kraju pracowała w Wydziale Personalnym MSZ jako jego szefowa. Od 2010 jest ambasadorem w Hiszpanii. 